# Alie
Nella mitologia greca, le  Alie  erano un gruppo di donne che combatterono come alleate del dio Dioniso.

## Il mito
Quando Perseo, il figlio di Zeus che uccise la gorgone Medusa, si trovava ad Argo, la capitale dell'Argolide, le donne chiamate Alie (il cui nome significa “Donne del mare”), originarie del mar Egeo, si unirono con il dio del vino Dioniso in una lotta durissima contro di lui e i cittadini della città.
Alla fine le donne furono tutte uccise e i loro corpi seppelliti nella città di Argo.
Alie era anche il nome di una delle ninfe Nereidi.

### Fonti
- Pausania, Perigesi della Grecia, Libro II, 22,1

### Moderna
- Anna Ferrari, Dizionario di mitologia, Litopres, UTET, 2006, ISBN 88-02-07481-X.